# Gudihal, Lingsugur
Gudihal là một làng thuộc tehsil Lingsugur, huyện Raichur, bang Karnataka, Ấn Độ.